# غوستاف فوجت
غوستاف فوجت (بالفرنسية: Gustave Vogt) هو معلم موسيقى وأستاذ جامعي وملحن فرنسي، ولد في 18 مارس 1781 في ستراسبورغ في فرنسا، وتوفي في 20 مايو 1870 في باريس في فرنسا.

## وصلات خارجية
- غوستاف فوجت على موقع ميوزك برينز (الإنجليزية)
- غوستاف فوجت على موقع أول ميوزيك (الإنجليزية)